# Географија Италије
Италија је изразито поморска, медитеранска земља будући да јој границе на мору обухватају ¾ дужине свих њених граница. Ради се о полуострву које се протеже 900 km од севера према југу, а широко 150 – 200 km. Има 6.660 km обале (80% од укупне дужине границе), тако да ниједна тачка на њеном копну није удаљена од мора више од 100 km.
Италија има површину од 301.323 km², а на том простору 1996. године живело је 57.268.578 становника, односно 190 ст/km². Састоји се из три дела. 
Први део обухвата цело Апенинско полуострво са острвима Сицилијом и Сардинијом, други део обухвата низију у поречју реке По и трећи део је алпски простор све до развођа. Северна Италија обухвата два сасвим различита простора - низијски и високопланински, тако да се појам Италије не поклапа у потпуности са појмом Апенинског полуострва. Осим Италије, на Апенинском полуострву су још две државе: Сан Марино и Ватикан (такозване „патуљасте државе“ Европе). 
Копнена граница Апенинског полуострва протеже се од Приморских Алпа (италијанско–француска граница) до Јулијских Алпа (италијанско–словеначка граница), а између су Алпи на италијанско-швајцарско-аустријској граници. Граница према Балканском полуострву иде од Јулијски Алпи реком Сочом до Тршћанског залива и Јадранског мора. Преко Апенинског полуострва и његовог продужетка Сицилије, Европа се, после Гибралтара, највише приближава Африци (на 140 km).

## Геологија
У геолошком погледу Италија је младо копно, тј. коначан је облик добила у касном терцијару и квартару. Полуострво је препознатљиво по вулканском рељефу и крашким рељефним формама. У климатском погледу, полуострво је од продора хладних ваздушних маса са севера (из средње и северне Европе заштићено Алпима. Полуострво је изложено утицају Средоземног мора тако да је Италија позната по благим зимама и топлим, али не претоплим летима. Најдужа и најважнија река је По. У географском смислу, Апенинском полуострву припадају и острва Сицилија, Сардинија и Корзика. Корзика је, међутим, политички издвојена и припада Француској.
У XIX веку Италија се ујединила и сад цело Апенинско полуострво обухвата једну, јединствену државу, са изузетком Сан Марина и Ватикана.

## Региони
На основу физичкогеографских елемената, посебно климатско-ботаничких фактора, деловања становништва кроз прошле векове формирали су се географски региони Италије. Италију можемо поделити у три велике географске регије: Северна, Полуострвска и Острвска Италија и низ подрегија.
Северној Италији припадају провинције: Долина Аосте, Пијемонт, Лигурија, Ломбардија, Емилија-Ромања, Трентино-Алто Адиђе и Фурланија-Јулијска крајина;
Полуострвској припадају: Тоскана, Лацио, Кампања и Калабрија на Тиренској обали, потом Марке, Абруцо и Апулија на Јадранској обали, а на централним делом полуострва налазе се Умбрија, Молизе и Базиликата;
Посебне провинције које припадају региону Острвска Италија су Сицилија и Сардинија.

### Северна Италија
Под појмом Северна Италија подразумева се простор северно од Апенина. Поред Северних Апенина, овој регији припада део Алпа и целокупна Падска низија.

#### Алпи
Италијански Алпи се пружају од Ђеновског залива (превоја Алтаре) до Јулијских Алпи у дужини око 1.500 km. Просечна висина им је око 2.000 m. Алпи се лучно повијају дуж француске, швајцарске, аустријске и словеначке границе. 
Састављени су од метаморфних и интрузивних стена - гнајса, микашиста, серпентина и шкриљаца.
Италијански Алпи се деле на: Пијемонтске, Ломбардијске и Венецијанске.
- Пијемонтски Алпи се налазе на западу. Најужи су (око 20 km), али са планинским врховима изнад 4.000 m. Релативно су лако проходни захваљујући дубоко усеченим глацијалним долинама које отварају пролаз према Француској и Швајцарској. Од речних долина важније су Дора Рипарија и Дора Балтеа. Индустрија је развијена у Аости (електрометалургија) и долинама које конвергирају ка Торину (текстилна индустрија).
- Ломбардијски Алпи су шири и пространији од Пијемонтских и пресечени су лонгитудиналним долинама. Највиши делови су под ледницима. Ниже су пашњаци и шуме, а у падини су ледничка језера (Комо, Гарда и др.). Алпи као какав зид спречавају продор хладних ветрова са севера и задржавају топле ветрове са југа. Обиље алпских река искориштава се за добијање хидроенергије.
- Венецијански Алпи су сиромашнији и мање искоришћени регион. Претежно су састављени од кречњака. Најлепши део су Доломити, плато изграђен од доломитских стена висине до 1.000 m. У подножју Доломита развио се спортско-туристички центар Кортина д'Ампецо. За саобраћај је значајна долина реке Адиђе.

Алпи су за северну Италију важан резервоар хидроенергије, а у новије време добијају посебан туристички значај. Такође имају непрегледне пашњаке, шуме, а да их нема, Падска низија би била сува степа. Највиши врх је Чима Маргваријес (2.649 m).

#### Северни Апенини
Апенини се пружају од Сицилије до превоја Алпаре код Ђенове. Изграђени су од неколико низова који се пружају попут лука. Дуги су око 1.450 km, широки око 100 km; нижи су од Алпа. Немају ледника ни ледничких облика.
Апенини су економски мање значајни од Алпи будући да реке имају само флувијални карактер, па им зато лети знатно опада водостај. Шуме и пашњаци су слабији него у Алпима.
Апенине делимо у три дела: Северне, Средње и Јужне Апенине. 
Северни Апенини се пружају од превоја Ђови преко којег прелази пут и железничка пруга. Са јужне стране Падску низију заграђују Лигурски и Емилијски Апенини. Они су уски, ниски, састављени од меких стена, па су због тога лако проходни. Од посебне важности је превој Кол дел Алпаре који повезује Ђенову са Падском низијом. Лигурско–пијемонтски лук је отворен према Ђеновском заливу. Развође је ближе мору него Падској низији. Највиши врх је Монте Буе (1.803 m). Етрурско-емилијски планински венац само је 60 km удаљен од Јадранског мора. У њима је највиши врх Ђимоно. Из овог планинског низа пружају се разни огранци према западу уз реку Арно. Преко велике већине бројних превоја изграђене су саобраћајнице.

#### Падска низија
Има површину од 46.000 km², дуга је око 450 km, а широка око 100-200 km. Највећим делом настала је од речних седимената са Алпи. 
Северни део низије дели се у два појаса. Од подножја Алпи према низији појас је широк 10-15 km. Изграђен је од моренског материјала, слабо је плодан и насељен. Од овог појаса до тока реке По пружа се појас ситног материјала. На граници између два појаса избијају мала врела. Ту добро успевају житарице.
Падска низија није идеална равница, има много брежуљака а неки од њих су и вулканског порекла. Том равницом тече река По дуга 672 km. Притоке реке доносе годишње до 40 милиона m³ материјала, па се ушће реке непрестано помера низводно. 
Ова низија се убраја међу најплодније у Европи. У њој је развијена интензивна и модерна пољопривреда. Даје половину италијанских житарица и вина, а преко 90% производње маслаца, шећера, кукуруза и пиринча. Приноси по хектару су највиши у Европи. Она није само најважнији аграрни већ и индустријски рејон Италије.
Индустрија је концентрисана у Ломбардији, Пијемонту и Лигурији. На ове области долази 70% хемијских производа и 90% текстила. 
Велики значај има туризам, нарочито градови као што су Венеција, Верона, Милано и Ђенова. Ту се убраја и италијанска ривијера која се пружа од Ђенове до границе са Француском (Санремо, град Империја), као и највеће италијанске луке: Ђенова, Венеција, Трст и Савона.
Падска низија се дели на пет мањих региона: Пијемонт, Ломбардија, Венеција-Фиренца, Емилија-Ромања и Лигурија.
- Пијемонт

Пијемонт је више планински него низијски регион. Административно обухвата 29.350 km². Захвата северно подручје Апенина. Главни град региона је Торино који је важна саобраћајна раскрсница и индустријски центар (аутомобилска индустрија „Фијат“). Важнији градови у близини Торина су Алесандрија, Аспи, Аоста, Новара и други.
- Ломбардија

Она је најважнија покрајина у Северној Италији. Простире се на површини од 23.822 km². Окружују је врхови Лемпонинских и Ређијских Алпи на северу, ток реке По на југу, Минчо на истоку и Тичино на западу. Дели се на високу, средњу и ниску. Густо је насељена са преко 600 ст./km². Сточарски производи и дрво су главна добра и сировине високе Ломбардије. Главни град покрајине је Милано који је највећи индустријски, финансијски, трговачки и саобраћајни чвор државе. Најважније су машинска и текстилна индустрија, а развијене су и металургија, хемијска, прехрамбена и електроиндустрија. Милано је и центар италијанске културе.
- Фурланија-Јулијска крајина

Фурланијско-Јулијски регион има површину од 25.517 km² и пружа се од Доломита до Соче, од језера Гарда до мора и реке По. Обални појас се пружа 12-20 km према унутрашњости. Главни град покрајине је Венеција која ја изграђена на пешчаним острвима (има их 118). После Рима, Венеција има најбогатију историјску прошлост. Град је био, а и данас је, важна поморска лука. Данас је у Венецији све подређено туризму. Развила се индустрија - обојена металургија, машинска, текстилна, прехрамбена индустрија, прерада нафте, бродоградња и др. Други важнији градови су: Трст, Верона, Падова, Бреша и Равена.
- Емилија-Ромања

Емилија-Ромања се пружа у облику троугла површине 22.134 km² чија је база на обали Јадранског мора. Највећи град је Болоња. Важна је раскрсница путева и железничких пруга које повезују Јадранско море и Лигурију са северном и полуострвском Италијом. Град је значајан центар прехрамбене и електроиндустрије. Већи градови у овој провинцији су и Ферара, Ређо Емилија, Модена и Равена.
- Лигурија

Површина ове покрајине износи 5.436 km², а пружа се у облику лука од врхова Апенина до мора у дужини од 270 km. Нема изразито високих планинских врхова. Цела Лигурија је проглашена ривијером, а центар јој је Ђенова, шести град по величини у Италији.
Ђенова је увозна лука за угаљ из Енглеске, нафту из Леванта, минерале из Алжира и Шпаније, дрво, памук и житарице. Град Савона је важна лука и туристички центар.

Северна Италија заузима 120.000 km² односно 38% површине Италије. То је врло густо насељени, најразвијенији и економски најважнији део Италије. Овде се производи око 40% укупне италијанске производње пшенице, 70% кукуруза, 100% пиринча, 100% конопље, 45% вина, 85% хидроенергије, 100% свиле.

### Полуострвска Италија
Полуострвска Италија обухвата следеће регионе: Апенине, Јадранско приморје (Јадранска фасада), Тарантско приморје (Тарантска фасада) и Тиренско приморје (Тиренска фасада).

#### Апенини
Апенини представљају кичму полуострвске Италије. Издигнути су млађим набирањем у неогену, алпском орогенезом. Деле се на Северне (који припадају Северној Италији), Средње и Јужне Апенине (који припадају овим регионима).
- Средњи Апенини – пружају се од Риминија до реке Волтурно. Ради се о низу крашких заравни са којих се дижу планински венци. Према југу се пружају бројне долине. У Средњим Апенинима има неколико превоја од којих је најважнији Фабријано. Најдивљији је крај у покрајини Абруци (планинском делу), где се налази и највиши врх Апенина Гран Сасо.
- Јужни Апенини – пружају се од реке Волтурно до Тарантског залива и Месинског мореуза. Планински венци нагло се снижавају и шире и творе простране долине. У равници Кампање издваја се Везув као усамљен брег. Његова база је пречника 45 km, а диже се до висине преко 1.300 .

У области Апенина клима је средоземна, али са висином клима се модификује. Веће количине падавина добијају западне стране Апенина. Реке имају медитерански режим. Вегетација се мења са надморском висином. Од минералних богатстава у Апенини се налази лигнит, мрки угаљ, шкриљци, боксит и разноврсни грађевински материјал.

#### Јадранска обала
Јадранску обалу сачињавају региони: Марке, Абруцо и Апулија.
- Марке

Марке је покрајина претежно уз јадранску обалу с малобројним лукама. Главни град је Анкона. Има топлу и суву климу и оскудну хидромрежу. Шуме заузимају 14% површине. Плодно тло је у речним долинама и искоришћава се за узгој пшенице и винове лозе. Анкона је једина већа лука.
- Абруцо

Абруцо је једна од највиших покрајина Италије. Више од пола њене територије налази се изнад 500 m над морем. Један део покрајине проглашен је 1923. год. националним парком. Главно занимање становништва је сточарство, а у долинама узгајају жито, кромпир и шафран. Хидроцентрале су на рекама Пескара и Вомано. Важнији привредни центар је Аквила.
- Апулија

Апулија је на крајњем југоистоку Апенинског полуострва. Она је у приморју низија, а идући према унутрашњости издижу се благи огранци Апенина. Њој припада и масив Гаргано. То је типична аграрна област. У јадранском приморју гаји се рано воће. Од стоке се гаје овце. Индустрија је слабо развијена, експлоатише се морска со и боксит. Највећи град је Бари, који је и важна лука и раскрсница путева. У Барију се развила индустрија за прераду нафте, прехрамбена и дуванска индустрија. Други град по величини је Бриндизи – саобраћајна веза са Грчком.

#### Тарантанска обала
Овој региону припада део полуострва Апулија. На југу је место Отранто по ком је пролаз из Јонског у Јадранско море назван Отрантским вратима. Апулија држи водеће место у држави по производњи дувана и бадема. Главно насеље је Таранто – ратна лука. Остали већи градови су Лече и Фођа.

#### Тиренска обала
Овде се могу издвојити 4 подрегиона: Тоскана, Лацио, Кампања и Калабрија.
- Тоскана

Тоскана је оивичена Апенинима са северне и источне стране. Поред плодних низија обухвата и благо заталасана побрђа. Тоскана има посебан историјски значај. Ту се експлоатише мермер и пирит. Развијена је текстилна, прехрамбена и машинска индустрија. Обрадиво тло је под културама жита, винограда, поврћа и воћа. Највећи град је Фиренца - један од најлепших градова и важан културно-уметнички центар. Истиче се још и Ливорно - трговачка и ратна лука.
- Лацио

Површине 17.180 km², налази се у централној Италији. Пружа се са обе стране реке Тибар у дужини од 150-160 km, а у ширини од 80-85 km. Са источне стране ове долине налазе се Сабинске планине, а са западне Монте Чимоно. Северни део области карактеристичан је по вулканском рељефу. Главни хидрографски објекат је река Тибар. Око 25% територије је под планинама. Клима је средоземна, изразито сува у летњој половини године. Ако се изузме Рим, Лацио је аграрна област. Око Рима се развила приградска привреда, а у осталом делу преовлађује гајење пшенице, кукуруза, винограда и маслина. Највећи град је Рим, који је велика раскрсница ваздушних и сувоземних путева. У Риму су се развиле филмска индустрија, индустрија за прераду дувана, конфекцијска, прехрамбена и хемијска индустрија.
- Кампања

Ово је изразито вулканска област у јужној Италији. Претежно је планинска, са изразитом медитеранском климом у приморју. У економском погледу изразито је аграрна. Карактеристична је оријентација ка раном поврћу, јужном воћу и виноградима. Велики значај имају дуван и конопља. Индустрија је сконцентрисана у приморју, а развијена је црна металургија, текстилна и др. индустрија. Главни град је Напуљ.
- Калабрија

Представља крајњи југ Италије. Претежно је планинска и око 25% њене територије је под шумом. Калабрија је орографско продужење Апенина, али не и геолошко. Састављена је од кристалних шкриљаца и гранита. Има изразито средоземну климу с средњом годишњом количином падавина изнад 1.000 mm. У привредном погледу то је најзаосталији регион Италије. Водећу улогу има гајење маслина, јужног воћа и винограда. Преовлађује прехрамбена, кожна и дрвна индустрија. Највећи град је Ређо ди Калабрија - транзитна тачка према Сицилији.

### Острвска Италија
Италија има бројна острва, а највећа и најважнија су: Сицилија, Сардинија, Елба, Сант Антонио и низ мањих острва (Пантелерија, Липарска острва и др.)

#### Сицилија
Сицилија је највеће острво у Средоземном мору. Спада међу највећа европска острва после Велике Британије, Исланда и Ирске. Одвојено је од Апенинског полуострва Месинским мореузом широким 4 km. 
По свом геолошком саставу и рељефу слична је Апенинима. Претежно је планинска са слабо разуђеним обалама, на југу и истоку налазе се вулканске планине са највишим европским живим вулканом Етном у чијем подножју је плодна низија Катанија.
Клима је средоземна и врло сува, низије добијају свега 400-450 mm падавина годишње, реке су кратке и сиромашне водом, вегетација је суптропска и свега 4% површине је под шумом. Од минералних богатстава Сицилија има нафте, сумпора и соли.
У привредном погледу Сицилија заостаје за полуострвском Италијом, а поготово за Северном Италијом. Око 50% становништва је запослено у пољопривреди. Значајан је удео воћарства и виноградарства, које захвата око петину обрадивих површина. У индустрији је запослено око 20% популације острва. Најзначајније су прераде воћа, грожђа, маслина и парадајза, као и прерада коже и дрвета. Индустрија је везана за експлоатацију нафте, сумпора и сулфата. Нафта се експлоатише код Сиракузе и Ђеле.
Важнији градови и већи центри Сицилије су Палермо, Месина и Катанија.

#### Сардинија
Сардинија захвата површину од 24.090 km². Обале су јој слабо разуђене. У геолошко-геоморфолошком погледу део је херцинског масива са вулканима на западу. Од Корзике је удаљена само 12 km, али су геолошки оба острва јединствена, јер су била део Тиренског копна.
Клима је средоземна, сувља у нижим деловима острва. Реке су мале, а биљни свет је суптропски. Под шумом је само 5% површине острва. Од рудног богатства на Сардинији има угља и цинка. 
Становништво је углавном запослено у пољопривреди и рударству. Поред жита доминира јужно воће и винова лоза. У сточарству већи значај има гајење оваца и коза. Сардинија даје око 80% италијанске производње олова и цинка и 50% производње угља. Значајне су и резерве барита, бентонита, боксита, каолина и мермера. Повољан положај и јефтина радна снага омогућили су развој нафтнопрерађивачке и петрохемијске индустрије. Први објекат петрохемијске индустрије изграђен је у месту Порто Торес на северу. Изграђена су и предузећа за производњу сумпорне и фосфорне киселине и синтетичког каучука. На југу острва, у месту Сароке, налази се рафинерија нафте. Важнија насеља и привредни центри су Каљари и Сасари.

## Сан Марино
Сан Марино је један од региона Јадранске фасаде полуострвске Италије, али је Сан Марино и држава.
Налази се на територији Италије на Апенинима, североисточно од Фиренце. Површина Сан Марина износи 60,57 km², а ту живи 24.521 становника, односно 402 ст./km² (1996. год).
Први статут везан за независност територије потиче из 1263. године када се Сан Марино прогласио републиком. Сан Марино је са Италијом у царинској унији. Државица је највећим делом смештена на планини Монте Типано. Ту се налази и истоимени град док су остала насеља у подножју. Клима и вегетација имају средоземни карактер.
Главне привредне гране су пољопривреда и туризам. Од ратарских култура, узгаја се пшеница и кукуруз, а становништво се баве и воћарством и виноградарством. Индустрија је слабо развијена, а највише прихода се остварује од туризма. Сан Марино је у економском погледу најслабија држава међу осталим малим државама Европе.

## Ватикан
Ватикан је држава у западном делу Рима, на десној обали Тибра. Центар је римокатоличке цркве и резиденција њеног поглавара, папе.
Ватикан је најмања држава на свету, с површином свега 0,44 km² са око 1.000 становника. Већина житеља су Италијани, али има и 90 Швајцараца.
Држава обухвата скуп цркава, зграда и вртова на истоименом брежуљку Монте Ватикано. У Ватикану је знаменит трг с црквом св. Петра, а ван ове територије под суверенитетом Ватикана је 12 цркава и зграда у Риму те папска летња резиденција. Ватикан има сопствену железничку станицу, пошту, радио-станицу, штампарију, електричну централу и новчану јединицу.
Централни део државе је папски дворац. У његовом склопу је више зграда, дворова и музеја. При спровођењу своје светске политике Ватикан се служи католичком црквом у другим земљама и многобројним масовним организацијама.

## Клима
Клима Италије је релативно влажна и веома разнолика. Варира од хладне (у вишим пределима Алпа и Апенина), до суптропске (дуж обале Лигурског мора и западне обале полуострва). Просечна годишња температура се креће од 11° C до 19° C. У Падинској низији она износи 13° C, на Сицилији око 18° C и у приобалној низији око 14,5° C. Клима полуострва се одликују регионалним разноликостима које су углавном резултат конфигурације Апенина као и утицаја ћудљивих ветрова који долазе са околних мора. У нижим пределима и на обронцима Апенина који се граниче са западном обалом од севера Тоскане до околине Рима зиме су благе и сунчане, а високе температуре су ублажене хладним медитеранским поветарцима. Температуре у истим географским ширинама на истока полуострва су много ниже, углавном због распрострањених североисточних ветрова. Дуж виших источних падина Апенина клима је нарочито хладна. Насупрот суптропској клими јужне Италије и Ђеновског залива, клима Ломбардијске низије је континентална. Топла лета, оштре зиме са температурама око -15° C преовлађују у ово региону, коју од морских ветрова штите Апенини. Највише падавина Италија има током јесењих и зимских месеци, када дувају западни ветрови. Најмању количину падавина прима Апулијски регион и јужна Сицилија, а највећу Удински регион.

## Хидрографија
Италија има велики хидроенергетски потенцијал. Најважније реке су По и Адиђе. Река По је око 650 km дуга, пловна је око 480 km и са свим притокама чини око 965 km водених путева. Адиђе је дуга око 410 km и у Италију долази из аустријског региона Тирола, тече према истоку и, као и По, улива се у Јадранско море. Алувијалне наслаге са планина полако уздижу дна ових река. Реке италијанског полуострвског дела су плитке. Главне полуострвске реке су Арно и Тибар. Од свог извора у Апенинима, Арно тече западно око 240 km кроз култивисану долину и градове Фиренцу и Пизу. Тибар извире недалеко од извора Арна и тече кроз Рим.

### Најдуже реке
- По 652 km. 74.970 
- Адиђе 409 km. 12.200 
- Тибар 405 km. 17.169 
- Ада 313 km. 7.979 
- Ољо 280 km. 6.649 
- Танаро 276 km. 8.324 
- Арно 241 km. 8.247 
- Пијаве 220 km. 4.100 
- Рено 212 km. 5.040 
- Волтурно 175 km. 5.550 
- Таљаменто 170 km. 2.916  
- Офанто 170 km. 2.780  
- Брента 160 km. 2.300  
- Лири-Гариљано 158 km. 5.020  

И северни и полуострвски део Италије има бројна језера. Најважнија језера северне Италије су: Гарда, Мађоре, Комо и Лугано, а од полуострвских језера, која су знатно мања, најзначајнија су: Тразименско, Болсена и Брачано.

## Флора и фауна
Флора централних и јужних низија Италије типично је медитеранска. Биљке карактеристичне за ове пределе су: маслине, наранџа, лимун, палма и др. Остале врсте које се често јављају, поготово на крајњем југу, су: нар, смоква, датула, бадем, шећерна трска и памук. Вегетација на Апенинима слична је вегетацији централне Европе. На нижим падинама јављају се кестен, чемпрес и храст док у вишим пределима највише има бора и јеле. 
У Италији, у односу на остале регионе Европе, има много мање животињских врста. На Алпима живи мали број дивокоза. Медведи, бројни у давна времена, сада су већ изумрли, али вукови и дивље свиње и даље владају планинским пределима. Још један прилично чест четвороножац јесте лисица. Међу птицама грабљивицама најбројније су: орао, лешинар и соко, који углавном надлећу планинске врхове. Препелица, шљука, јаребица и друге птице селице настањују многе делове Италије. Гмизавци укључују неколико врста гуштера и змија од којих су три врсте отровне. Има и шкорпија.

## Занимљивости
- Венеција, град изграђен на пешчаним острвима.

Град Венеција је изграђен на 118 пешчаних острва. Улице града су у ствари канали којих има преко 150. Трамваје и аутомобиле замењују гондоле и мали бродови. Од грађевина се истичу Дуждева палата и црква св. Марка, потом црква Санта Марија дела Салуте и бројне друге палате. Сада је град спојен са копном насипом дугим 3.600 m преко којег иде железничка пруга. Познати мост је Понте Ријалто. Пред црквом св. Марка састају се 3 канала: Канал Гранде, Канал ди Сан Марко и Канал де ла Ђудека.
- Фиренцу многи сматрају за један од најлепших градова Италије.

Налази се на реци Арно. Положена је на врло згодном месту на раскрсници путева. Кроз град пролази најважнија пруга из северне у средњу Италију (Болоња-Фиренца, са најдужим тунелом у Италији кроз Апенине. Овде се родио Данте Алигијери, као и други великани: Бокачо, Петрарка, Донатело, Микеланђело Буонароти, Ђото, Макијавели, Леонардо да Винчи. Фиренца је постала италијанска Атина са великим бројем споменика којима у свету има мало равних.
Око Фиренце су се нанизала бројна насеља као Пиза, стари супарник Фиренце, с кривим торњем на ком је Галилео Галилеј изводио своје експерименте из физике.
- Колосеум је највећи амфитеатарантичког доба и највећи на свету уопште.

У њега је могло стати око 100.000 гледалаца. Зидан је 70 год. н. е. Колосеум се не зове тако због своје величине него због тога што је раније на том месту била огромна Неронова статуа, висока 40 m.
- Пред црквом св. Петра пружа се леп и знаменит трг који је налик на амфитеатар. Окружен је са 300 стубова. На средини овог трга стоји обелиск који је још император Калигула донео из Египта. Он је једноставан, сав од једног камена, висок 22 m.

- Ватикан је палата, одмах до цркве св. Петра. Он је на три стране са 10.000 одељења и осам великих и широких и 200 мањих степеништа.